# Le Surmâle

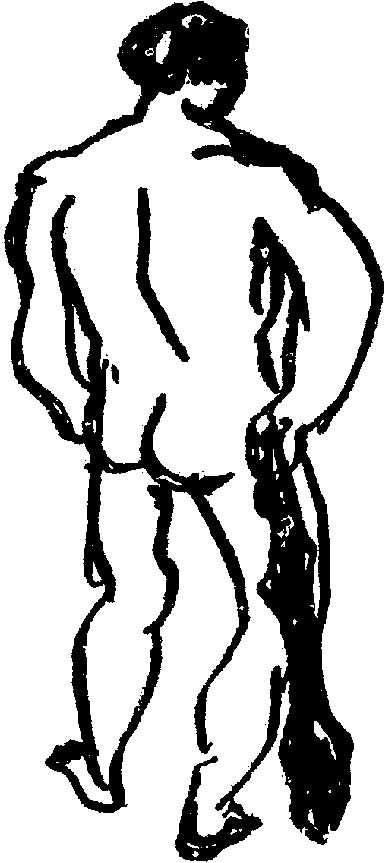
Illustration de Pierre Bonnard.

Le Surmâle, roman moderne est un roman d'Alfred Jarry, composé en 1901, publié par les Éditions de La Revue blanche en 1902 à Paris. C'est le dernier roman de l'auteur publié de son vivant.

## Résumé
« L'amour est un acte sans importance, puisqu'on peut le faire indéfiniment ». Le roman commence par cette étonnante phrase lâchée lapidairement par le personnage central, André Marcueil en plein milieu d'un repas dans son château de Lurance. Suit inéluctablement une discussion sur l'amour où chacun rivalise d'imagination pour célébrer un surmâle, un homme capable de faire un nombre impressionnant de fois l'amour en un temps limité. Cette discussion devient enfin purement scientifique lorsqu'un médecin, le docteur Bathybius, fait remarquer que le corps humain n'est pas adapté à de telles prouesses et que par conséquent, ces histoires de performance ne sont que des fantasmes. Un autre personnage, Monsieur William Elson, chimiste de renom, fait alors intervenir l'une de ses inventions, la perpetual-motion food (que l'on peut traduire par « nourriture du mouvement perpétuel ») qui, selon lui, permettrait la regénération des muscles pendant l'effort. Un homme ainsi nourri pourrait, sans effort particulier, devenir physiquement hyper-impressionnant et rivaliser avec le fantasmagorique. Pour mettre à l'épreuve son invention, le chimiste propose aux invités d'assister à une course de vélos où les sportifs seront exclusivement alimentés avec cette nourriture : il s'agit de parcourir 10 000 milles, soit la distance entre  Paris et Irkoutsk (Russie). Ils suivront celle-ci depuis un train qui roulera au côté du peloton.
Lors de cette course, un cycliste trouve la mort, mais l'exploit est tout de même réalisé. L'ombre d'une personne non alimentée par la perpetual-motion food rivalise de vitesse et de distance avec les coureurs. Voici le surmâle. Tout au long de la route entre Paris et la Russie, l'on a retrouvé des cadavres de femmes, à qui on avait sauvagement fait l'amour.
Après quelques recherches, on trouve et fait venir cette fameuse ombre pour qu'elle réalise enfin la performance sexuelle tant attendue.
82 fois : tous les records seront battus.

## Citations
- « Quand le dieu et la déesse veulent s’unir, ils entraînent chacun de leur côté, l’un vers l’autre, le monde où ils habitent.  L’homme et la femme croient se choisir... comme si la terre avait la prétention de faire exprès de tourner ! C'est cette passivité de pierre qui tombe que l’homme et la femme appellent l'amour.»
- « il avait vécu une enfance d’une pureté méticuleuse — si le catholicisme a raison d’appeler pureté la négligence, sous la menace de peines éternelles, de certaines parties du corps. »

## Postérité
En 1928, son amie Rachilde écrit Alfred Jarry, le surmâle des lettres, une biographie publiée chez Grasset.
Annie le Brun voit dans Le Surmâle un roman « absolument moderne » et affirme qu'il a exercé une « véritable fascination » sur André Breton et Marcel Duchamp.

### Éditions françaises du roman
- Le Surmâle, roman moderne, Paris, Fasquelle, 1945 et suivantes, vignette de Pierre Bonnard.
- Le Surmâle, Paris, Club français du livre, 1963, avec 31 illustrations de Tim.
- Le Surmâle, roman moderne, préface de Thieri Foulc, Paris, Éric Losfeld, collection « Merdre », 1975.
- Le Surmâle, Paris L'Ange du bizarre, 1979.
- Le Surmâle, suivi de Comme c'est petit un éléphant ! par Annie Le Brun, Paris, coédition Ramsay/Jean-Jacques Pauvert, 1990.
- Le Surmâle, Paris, Éditions Mille et une nuits, « La Petite Collection », 1997.
- Le Surmâle, Paris, Éditions Viviane Hamy, 2006,  (ISBN 2-87858-238-1) (BNF 40236945).
- Le Surmâle